# 해커톤

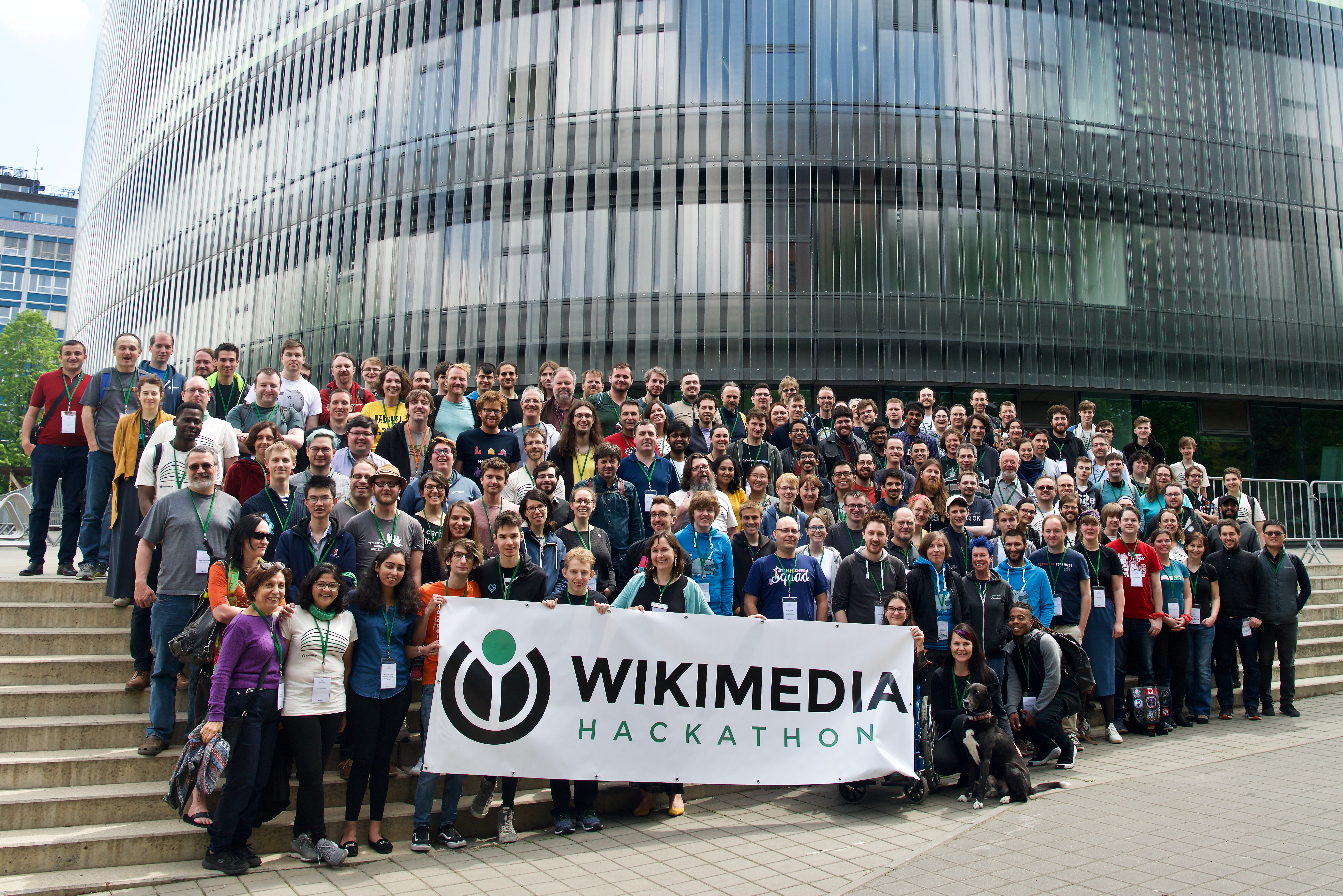
프라하의 위키미디어 해커톤

해커톤[영어: hackathon; 해킹(hacking) + 마라톤(marathon)]은 소프트웨어 개발 분야의 프로그래머나 관련된 그래픽 디자이너, 사용자 인터페이스 설계자, 프로젝트 매니저 등이 정해진 시간 내에 집중적으로 작업하여 결과물을 만들어내는 소프트웨어 관련 이벤트이다. 핵 데이(hack day), 핵페스트(hackfest), 데이터톤(datathon), 코드페스트(codefest)라고도 한다. 개인이 작업하는 경우, 조를 나눠 하나의 목표를 위해 작업하는 경우 등이 있다. 경우에 따라 하드웨어 부품을 다루는 경우도 있다. 해커톤은 1일부터 1주일 정도의 기간으로 개최된다. 경우에 따라서는 단순히 교육이나 사회적 목적과 의도를 가지고 열리기도 하지만, 대개는 새로운 소프트웨어의 개발, 또는 기존 소프트웨어의 개선을 목표로 한다. 해커톤은 특별한 주제, 예컨대 프로그래밍 언어, 운영 체제, 응용 프로그램, API, 주제 등을 정해 놓고 열리는 경우도 있고, 그러한 제한 없이 열리는 경우도 있다.
해커톤의 목적은 행사가 끝날 때까지 기능을 하는 제품을 만드는 것을 목표로 이용 가능한 소프트웨어나 하드웨어를 만들어내는 것이다.
쉬운 우리말 대체어는 '끝장 개발 대회'라는 의견이 있다.

## 어원
"해커톤"이라는 단어는 "해킹(hack)"과 "마라톤(marathon)"의 혼성어이다. 여기서 "해킹"은 컴퓨터 보안 침해를 의미하는 다른 뜻이 아니라 탐색적 프로그래밍의 의미로 사용된다.
OpenBSD가 이 용어를 처음 사용한 것은 1999년 6월 4일 캘거리에서 열린 암호화 개발 이벤트를 지칭하는 것으로 보인다. 당시 10명의 개발자들이 모여 미국의 암호화 소프트웨어 수출 규제로 인한 법적 문제를 피하기 위함이었다. 그 이후로 매년 3~6개의 행사가 전 세계에서 개최되어 개발을 진전시켰으며, 주로 대학 캠퍼스에서 열렸다.
썬 마이크로시스템즈의 경우, 이 용어는 1999년 6월 15일부터 6월 19일까지 자바원 학술회의에서 열린 행사를 지칭했다. 그곳에서 존 게이지는 참석자들에게 자바로 새로운 Palm V를 위한 프로그램을 작성하도록 도전했고, 적외선 포트를 사용하여 다른 팜 사용자들과 통신하고 이를 인터넷에 등록하도록 했다.
2000년대 중후반에 해커톤은 더욱 확산되었다. 기업과 벤처 자본가들은 해커톤을 새로운 소프트웨어 기술을 빠르게 개발하고 혁신 및 자금 조달을 위한 새로운 영역을 목표로 삼는 방법으로 보았다. 몇몇 주요 기업들은 이러한 해커톤에서 탄생했는데, 예를 들어 테크크런치 디스럽트 2010 컨퍼런스 해커톤에서 프로젝트로 시작하여 2011년 스카이프에 8,500만 달러에 인수된 GroupMe가 있다. 폰갭(PhoneGap) 소프트웨어는 2008년 iPhoneDevCamp(이후 iOSDevCamp로 명칭 변경)에서 프로젝트로 시작했다. 폰갭을 개발한 엔지니어들의 회사인 Nitobi는 폰갭을 중심으로 재편되었고, Nitobi는 2011년 어도비에 미공개 금액으로 인수되었다.

## 구조
해커톤은 일반적으로 해커톤의 목표, 조건 및 세부 사항을 언급하는 주최 기관의 프레젠테이션 또는 웹 페이지를 통한 소통으로 시작된다. 개발자들은 해커톤에 참여하기 위해 등록하고, 주최 기관이 이들의 배경과 기술을 심사한 후 자격을 얻는다.
해커톤 행사가 시작되면, 참가자 또는 팀은 프로그래밍 작업을 시작한다. 해커톤 관리자는 일반적으로 행사 중 문제가 발생할 때 질문에 답하고 도움을 제공할 수 있다.
해커톤은 몇 시간에서 며칠까지 지속될 수 있다. 24시간 이상 진행되는 해커톤, 특히 경쟁적인 해커톤의 경우 식사가 비공식적으로 제공되며, 참가자들은 흔히 피자와 에너지 음료 같은 음식으로 버틴다. 때로는 잠자리도 비공식적이며, 참가자들은 침낭을 가지고 현장에서 잠을 잔다.
해커톤이 끝나면, 각 그룹이 결과를 발표하는 일련의 시연이 보통 있다. 훌륭한 아이디어와 진행 중인 작업을 포착하기 위해 사람들은 종종 시연 비디오를 게시하고, 스크린샷과 세부 정보로 블로그를 작성하고, 소셜 미디어에서 링크와 진행 상황을 공유하며, 오픈 소스 코드 저장소를 제안하여 사람들이 생성된 아이디어와 완료된 초기 작업을 공유하고, 배우고, 가능하면 그 위에 구축할 수 있도록 한다.
때로는 심사위원단이 우승팀을 선정하고 상품을 수여하는 경쟁 요소도 있다. 많은 해커톤에서는 심사위원들이 주최자와 후원자로 구성된다. iOSDevCamp와 같이 개발 커뮤니티가 주최하는 바캠프 스타일 해커톤에서는 심사위원들이 보통 해당 분야의 동료들로 구성된다. 이러한 상품은 때때로 상당한 금액이 된다. 테크크런치 디스럽트 컨퍼런스에서 열린 소셜 게이밍 해커톤은 우승자에게 25만 달러의 자금을 제공했으며, 논란이 된 2013년 세일즈포스닷컴이 주최한 해커톤은 역대 최대 상금으로 불리는 100만 달러를 우승자에게 지급했다.

## 해커톤 유형

### 애플리케이션 유형에 따른 분류
일부 해커톤은 모바일 앱, 데스크톱 운영체제, 웹 개발 또는 비디오 게임 개발과 같은 특정 플랫폼에 중점을 둔다.
아일랜드의 피닉스 파크에서 열린 Over the Air와 같은 모바일 앱 해커톤은 대규모 기업 후원과 관심을 끌 수 있다.
음악 관련 소프트웨어 및 하드웨어 애플리케이션을 위한 해커톤인 Music Hack Day는 2009년 이래 전 세계에서 30회 이상 개최된 인기 있는 행사이다. 또한, 음악가와 해커, 연구자, 산업 관계자를 한자리에 모으는 3일간의 학제 간 음악 아이디어 축제인 Music Tech Fest에서도 해커톤이 열린다. 이와 유사하게, 과학으로 무언가를 만드는 해커톤인 Science Hack Day는 2010년 이래 전 세계 15개국 이상에서 45회 이상 개최되었다.
해커톤은 안드로이드, iOS, 그리고 미고와 같은 다양한 모바일 장치 운영체제에서 실행되는 애플리케이션을 개발하기 위해 개최되었다. 해커톤은 또한 비디오 기반 애플리케이션 및 컴퓨터 게임을 개발하기 위해 개최되기도 했다. 비디오 게임이 개발되는 해커톤은 때때로 게임 잼이라고 불린다.
"TV Hackfest" 행사는 런던과 샌프란시스코에서 개최되었으며, 주로 소셜 텔레비전 및 세컨드 스크린 기술에 중점을 두었다. TV Hackfest에서는 일반적으로 콘텐츠 제작자와 브랜드가 방송 산업 메타데이터 또는 비디오 콘텐츠 형식으로 챌린지 브리핑을 제출하고, 스폰서는 API, SDK 및 기존의 오픈 소스 소프트웨어 코드를 제공한다.
해커톤은 생명과학 분야에서도 연구를 지원하는 정보학 인프라를 발전시키는 데 활용되었다. Open Bioinformatics Foundation은 2002년과 2003년에 회원 프로젝트를 위해 두 차례 해커톤을 개최했으며, 2010년부터는 연례 컨퍼런스에 앞서 이틀간의 "코드페스트"를 개최하고 있다. 국립 진화 합성 센터는 2006년부터 진화 생물정보학을 위한 해커톤을 공동 주최하고 후원하고 있다.  바이오해커톤은 상호 운용 가능한 생물정보학 도구 및 웹 서비스를 가능하게 하는 표준을 발전시키는 것을 목표로 2008년부터 시작된 연례 행사이다. 신경과학자들은 또한 해커톤을 활용하여 개발자와 과학자들이 특정 정보 시스템에 초점을 맞추는 것(예: Neurosynth Hackathon 및 Allen Brain Atlas Hackathon)에서부터 광범위한 과학적 탐구를 위한 시간을 제공하는 것(예: Brainhack), 해킹 활동에 중점을 둔 특정 과제를 사용하는 것(예: HBM Hackathon)까지 다양한 문제를 해결하기 위해 개발자와 과학자를 한자리에 모았다.
최근 몇 년 동안 '데이터톤' 또는 데이터 중심 해커톤이 부상했다. 이 행사들은 데이터 과학자들이 다른 참석자들과 함께 제한된 시간 안에 방대한 데이터 세트를 분석하는 솔루션과 대시보드를 구축, 테스트, 탐색하기 위해 창의력과 데이터 분석 기술 및 플랫폼을 활용하도록 도전한다. 이러한 행사들은 비즈니스, 의료, 뉴스 미디어 및 사회적 대의를 위한 다양한 분야의 대규모 공공 및 민간 데이터 세트에서 통찰력을 제공하는 데 점점 더 많이 사용되고 있다.

### 특정 프로그래밍 언어, API 또는 프레임워크 사용
자바스크립트, Node.js, HTML5 및 루비 온 레일즈와 같은 특정 언어 또는 프레임워크를 사용하는 애플리케이션 생성에 전념하는 해커톤이 있었다.
일부 해커톤은 단일 회사 또는 데이터 소스의 API를 사용하는 애플리케이션에 중점을 둔다. 2006년부터 Yahoo!가 공개적으로 운영하는 Open Hack 행사(원래는 "Hack Day", 그 다음 "Open Hack Day"로 알려짐)는 야후! API와 플리커와 같은 야후! 소유 웹사이트의 API 사용에 중점을 두었다. 2012년 이 회사의 Open Hack India 행사에는 700명 이상이 참석했다. 구글은 자사의 API를 위해 유사한 행사를 개최했으며, 여행 안내 회사인 론리 플래닛도 마찬가지였다.
포스퀘어는 2011년에 주목할 만한 대규모 글로벌 해커톤을 개최했는데, 전 세계 30개 이상의 장소에서 500명 이상의 개발자가 포스퀘어 API를 사용하여 애플리케이션을 만들 경쟁을 벌였다. 2013년에 열린 두 번째 포스퀘어 해커톤에는 약 200명의 개발자가 참여했다. IETF는 더 나은 상호 운용성과 향상된 인터넷 표준을 위해 각 IETF 회의에서 IETF 인터넷 드래프트 및 IETF RFC 구현에 중점을 둔 해커톤을 조직한다.

### 특정 목적 또는 대의를 위한 해커톤
정부 개선, 특히 열린 정부를 위한 많은 해커톤이 있었다. 2011년에는 미국 의회가 이러한 행사를 주최했다. 2012년부터 NASA는 매년 International Space Apps Challenge를 개최하고 있다.
2014년, 영국 정부와 HackerNest는 치매 환자와 간병인의 삶을 개선하는 데 전념하는 세계 최초의 해커톤인 DementiaHack을 개최했다. 이 시리즈는 2015년에도 계속되었으며, 캐나다 정부와 페이스북이 주요 후원사로 추가되었다.
가장 큰 비디오 게임 개발 해커톤인 글로벌 게임 잼은 종종 '다이버시파이어'라는 선택적 요구사항을 포함하는데, 이는 게임 접근성 및 기타 목적을 증진하기 위한 것이다.
VanHacks는 밴쿠버 스타트업 위크의 일부인 연례 해커톤이다. 이 해커톤은 36시간 동안 밴쿠버 지역의 비영리 단체를 위한 솔루션을 만드는 데 중점을 둔다. VanHacks는 2016년 TTT 스튜디오에 의해 설립되었다.
다양한 해커톤이 도시 교통 시스템 개선을 위해 개최되었다. 도시 지역 서비스 개선을 목표로 하는 해커톤이 증가하고 있으며, 런던 시의회 중 하나(해크니)는 2일간의 해크니톤을 통해 여러 성공적인 지역 솔루션을 만들었다. 교육 개선을 위한 해커톤도 여러 차례 개최되었으며, Education Hack Day를 포함하여 소규모로 현장 기반 지리 교육의 과제에 특별히 초점을 맞춘 Field Studies Council은 FSCHackday를 주최했다. Random Hacks of Kindness는 재난 관리 및 위기 대응에 전념하는 또 다른 인기 있는 해커톤이다.
ThePort는 인도주의적, 사회적, 공공 이익 문제를 해결하는 데 전념하는 해커톤이다. 이 행사는 CERN이 주최하며 국제 적십자 위원회 및 유엔 개발 계획과 같은 다른 비정부 기구의 파트너들이 참여한다.
2020년 3월, 유럽 국가들의 기업가와 정부 대표들이 주도한 수많은 전 세계적인 이니셔티브는 Hack the Crisis라는 일련의 위기 대응 해커톤으로 이어졌으며, 첫 번째는 에스토니아에서, 이어서 폴란드, 라트비아, 우크라이나에서 개최되었다. 2020년부터 Michal Sela Forum은 가정폭력 방지를 위한 기술 개발을 위한 해커톤을 운영하고 있다.

### 추모 또는 기념을 위한 해커톤
2013년에 사망한 컴퓨터 프로그래머이자 인터넷 활동가인 에런 스워츠를 기리기 위해 전 세계적으로 많은 해커톤이 계획되었다.

### 특정 인구 통계 그룹을 위한 해커톤
일부 해커톤은 십대, 대학생 또는 여성과 같은 특정 인구 통계 그룹 내의 프로그래머만을 대상으로 한다.
대학 해커톤은 보통 매년 또는 반년마다 열리는 행사로, 모든 대학의 학생들에게 공개된다. 이들은 종종 경쟁적이며, 대학이나 프로그래밍 관련 후원사로부터 상을 받는다.
펜실베이니아 대학교의 PennApps는 최초의 학생 주도 대학 해커톤이었다. 2015년에는 12회째 행사에서 2000명 이상의 참가자와 6만 달러 이상의 상금을 제공하며 가장 큰 대학 해커톤이 되었다. 모리셔스 대학교 컴퓨터 클럽과 Cyberstorm.mu는 2017년에 Lynx에서 IETF RFC를 구현하는 데 중점을 둔 "Code Wars"라는 해커톤을 조직했다.
2014년부터 메릴랜드 대학교 칼리지 파크에서 개최되는 Bitcamp는 매년 1,000명 이상의 고등학생과 대학생이 참가하는 또 다른 대규모 해커톤이다.
미주리 과학기술 대학교에서 열리는 ShamHacks는 캠퍼스 Curtis Laws Wilson Library의 봉사 활동으로 매년 개최된다. ShamHacks 2018은 재향군인 소유 기업 후원사들과 협력하여 미국 재향군인의 삶의 질 요인을 개선하기 위한 문제 해결에 중점을 두었다.

### 내부 혁신 및 동기 부여를 위한 해커톤
일부 기업은 엔지니어링 직원의 신제품 혁신을 촉진하기 위해 내부 해커톤을 개최한다. 예를 들어, 페이스북의 좋아요 버튼은 해커톤의 일부로 고안되었다.

### 지역 기술 커뮤니티 연결
일부 해커톤(예: 2010년 호주에서 설립된 StartupBus)은 경쟁 요소와 로드 트립을 결합하여 버스 경로를 따라 여러 도시의 지역 기술 커뮤니티를 연결한다. 이는 현재 북미, 유럽, 아프리카 및 오스트랄라시아 전역에서 진행되고 있다.

### 코드 스프린트
일부 해커톤에서는 운영체제, 프로그래밍 언어 또는 저작물 관리 시스템과 같은 단일 애플리케이션에 모든 작업이 집중된다. 이러한 행사는 종종 "코드 스프린트"로 알려져 있으며, 특히 오픈 소스 소프트웨어 프로젝트에 인기가 있는데, 이러한 행사들이 개발자들이 직접 만날 수 있는 유일한 기회가 되는 경우가 많다.
코드 스프린트는 일반적으로 1주에서 3주까지 지속되며, 대부분의 팀이 참석하는 컨퍼런스 근처에서 열리는 경우가 많다. 다른 해커톤과는 달리, 이러한 행사에는 경쟁 요소가 거의 없다.
1999년부터 매년 OpenBSD 운영체제 작업을 위해 열리는 해커톤은 그러한 행사 중 하나이며, "해커톤"이라는 단어의 기원이 되었을 수도 있다.

## 비판
수년간 해커톤은 심각한 비판을 받아왔으며, 여러 관찰자들은 해커톤이 영향력 있는 기술 솔루션을 제공하는 데 적절한지에 대해 의문을 제기했다. 해커톤에 대한 주요 의구심은 그들이 개발하는 솔루션의 실현 가능성과 지속 가능성 부족에 기인하며, 이는 최근의 경험적 연구에서 명확히 드러났다. 11,889개의 미국 기반 행사를 조사한 연구에 따르면, 해커톤 종료 6개월 후에도 어떤 활동이 있었던 프로젝트는 7%에 불과했다. 또 다른 글로벌 연구에서는 해커톤 기간 동안 개발된 모든 프로젝트 중 약 5%만이 5개월 이상 지속된 것으로 나타났다. 따라서 해커톤은 종종 베이퍼웨어로 불리는 단명하는 소프트웨어 제품 생산과 연관되어 왔다. 해커톤은 또한 해결하려는 문제의 복잡성을 고려하지 않고, 문제의 근본적인 사회적, 정치적 원인을 다루지 않는 기술을 개발한다는 비판도 받았다. 일부 상업 벤처에서 해커톤 참가자를 데 팍토 무급 노동자로 이용하는 것은 착취적이라는 비판을 받았다.
유명 해커톤 또한 논란의 대상이 되었다. 2013년 9월 테크크런치 디스럽트 해커톤에서 한 팀이 Titstare 앱을 발표했는데, 이 앱은 사용자가 남성들이 여성의 가슴골을 쳐다보는 사진을 게시하고 볼 수 있게 했다. 테크크런치는 그날 늦게 사과문을 발표했다. 2013년 11월 Salesforce.com이 주최한 해커톤은 100만 달러의 역대 최대 상금을 내걸었는데, 우승팀인 2인 스타트업 Upshot이 1년 이상 시연할 기술을 개발해 왔고, 두 사람 중 한 명이 전 Salesforce 직원이었다는 사실이 드러나면서 부적절하다는 비난을 받았다. 메이저 리그 해킹은 2015년 9월 워털루 대학교에서 열린 해커톤인 Hack the North에서 폭탄 위협으로 해석될 수 있는 농담을 한 해커 두 명을 퇴출시켜 많은 해커들이 이 조직을 비판하게 만들었다. 이 논란의 결과로 빅터 부치세비치(Victor Vucicevich)는 Hack the North 조직팀에서 사임했다.

## 주목할 만한 행사
- AEC 해커톤
- MHacks
- HackMIT
- GovHack
- 정션 (해커톤)
- HackTX

## 같이 보기
- 에디터톤
- 게임 잼
- 리눅스 사용자 그룹